# Damnocracy
Damnocracy fue un supergrupo de heavy metal formado exclusivamente para la serie de televisión Supergroup del canal VH1 en 2006. Estaba conformado por el cantante Sebastian Bach (Skid Row), los guitarristas Ted Nugent (The Amboy Dukes, The Damn Yankees) y Scott Ian (Anthrax), el bajista Evan Seinfeld (Biohazard) y el baterista Jason Bonham (Bonham). Doc McGhee ofició como mánager de la agrupación.

## Lista de canciones de la presentación en el Empire Ballroom en 2006
Al concluir la serie, la banda dio un concierto en el Empire Ballroom el 5 de marzo de 2006:
1. "Ace of Spades" (Motörhead)
2. "Free-for-All" (Ted Nugent)
3. "T.N.T." (AC/DC)
4. "Out on the Tiles" (Led Zeppelin)
5. "Only" (Anthrax)
6. "Take It Back" (Damnocracy)
7. "Punishment" (Biohazard)
8. "Stranglehold" (Ted Nugent)
9. "Sin City" (AC/DC)
10. "Youth Gone Wild" (Skid Row)
11. "Cat Scratch Fever" (Ted Nugent)
12. "Whole Lotta Love" (Led Zeppelin)